# جون فريمان (ناقد أدبي)
جون فريمان (بالإنجليزية: John Freeman)‏ هو ناقد أدبي ومؤلف أمريكي، ولد في 1974 في كليفلاند في الولايات المتحدة.